# Samea druchachalis
Samea druchachalis là một loài bướm đêm trong họ Crambidae.